# Edsbyn
Edsbyn is een dorp in het midden van Zweden en de belangrijkste woonkern van de gemeente Ovanåker. Het had 4210 inwoners in 2016. In Zweden is het vooral bekend door de voormalige ski-industrie en de populariteit van de sport bandy. Edsbyn IF is een van de weinige bandy-clubs met een overdekt speelveld. In 2017 en 2018 speelde Edsbyn IF Zweeds kampioen.
Verder is het cijfermatig gezien een erg gelovig dorp, met ongeveer één kerk per 500 inwoners. Door het dorp stroomt de rivier Voxnan.
Het dorp kent een skipiste, een middelbare en basisschool, een bibliotheek, een zwembad en enkele winkels. De Hälsingegård Mårtes bevindt zich eveneens in het centrum van het dorp.
De industrie van Edsbyn is een belangrijke werkgever voor de streek.

## Verkeer en vervoer
Bij de plaats loopt de Länsväg 301.
De plaats had vroeger een goederenstation aan de hier opgeheven spoorlijn Bollnäs - Orsa.